# إيلين كلارك
إيلين كلارك (بالإنجليزية: Ellen Clark)‏ هي عالمة طبيعية أسترالية، ولدت في 25 مارس 1915 في جيرالدتون في أستراليا، وتوفيت في 1988 في سانتا كلارا في الولايات المتحدة.